# 可收缩空间

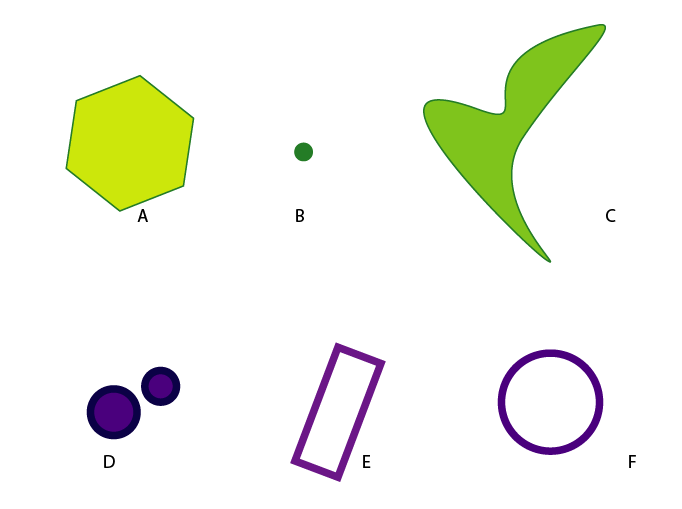
一些可收缩空间和不可收缩空间的说明，空间A、B、C是可收缩的，D、E、F不是。

## 性质
可收缩空间是具有点的同伦类的空间；可见，可收缩空间的所有同伦群都是平凡群。因此，任何具有非平凡同伦群的空间都不可收缩；由于奇异同调是同伦不变量，因此可收缩空间的既约同调群都是平凡的。
对拓扑空间X，下面这些情况等价：
- X是可收缩的（即恒等映射零伦）
- X与单点空间同伦等价
- X可收缩到一点上（不过也存在不强烈收缩到一点的可收缩空间）
- 对任意路径连通空间Y，任意两映射f,g: X → Y同伦
- 对任意空间Y，任意映射f: Y → X是零伦的。

空间X上的锥都可收缩。于是，任何空间都可嵌入到可收缩空间（这也说明，可收缩空间的子空间不一定可收缩）。
此外，当且仅当存在X的锥到X的收缩时，X才可收缩。
可收缩空间都是道路联通、单连通的。另外，由于所有更高的同伦群都为零，因此对所有n ≥ 0，每个可收缩空间都是n-连通的。

## 局部可收缩空间
若对点x的所有邻域U，都有U中的x的邻域V使V的包含在U中零伦，则称拓扑空间X在点x局部可收缩。若空间在每点都可收缩，则称空间为局部可收缩空间。这个定义有时也称作“几何拓扑学家的局部可收缩”，是这术语最常见的用法。艾伦·哈切尔的标准代数拓扑学文本中，这个定义被称作“弱局部可收缩”，还有其他用途。
强局部可收缩性是严格强于局部可收缩性的性质，反例是复杂的，第一个反例由卡罗尔·博苏克和Mazurkiewicz在论文Sur les rétractes absolus indécomposables, C.R.. Acad. Sci. Paris 199 (1934), 110-112)中给出。
关于哪个定义才是局部可收缩的“标准”定义，有一些分歧；第一个定义更常用于几何拓扑，历史上尤多，而第二个定义更符合“局部”一词在拓扑性质方面的典型用法。在解释有关这些性质的结果时，应始终注意定义。

## 例子与反例
- 欧氏空间都是可收缩空间，欧氏空间上的星形域也都是。
- 怀特海德流形是可收缩的。
- 有限维球面不可收缩。
- 无限维希尔伯特空间中的单位球面是可收缩的。
- 两室房是可收缩空间，但直观上并不是。
- 流形和CW复形都局部可收缩，但一般不可收缩。
- 华沙圈是用(0,−1)到(1,sin(1))的弧“封闭”拓扑学家正弦曲线得到的，是1维连续的，其同伦群都平凡，但不可收缩。